# Florian Runer
Florian Runer (Gufidaun, 1º febbraio 1989) è un ex hockeista su ghiaccio italiano che giocava come difensore.

## Carriera

### Club
In Italia, trovò sistemazione all'HC Valpellice. Nella prima stagione, in Serie A2 2008-2009 collezionò 42 presenze.
Nella successiva stagione 2009-10, sempre con l'HC Valpellice giocò in Serie A, dove contribuì con 40 presenze alla qualificazione alla fase successiva dei playoff, in cui disputò altre 5 partite.
Rimasto inattivo per una stagione nel novembre del 2014 Runer fu ingaggiato dai WSV Vipiteno Broncos.

### Nazionale
Nel 2005 disputò e vinse con la Nazionale Under-18 il mondiale di categoria di Seconda Divisione, che si tenne a Merano. In questa manifestazione realizzò anche un goal. L'anno successivo giocò sempre con la Nazionale Under-18 il mondiale di categoria di Prima Divisione.
Nel 2008 disputò con la Nazionale Under-20 il mondiale di categoria di Prima Divisione. In questa manifestazione riuscì a realizzare anche una rete.

## Palmarès

### Club
- Coppa Italia: 1

Valpellice: 2012-2013
- Deutsche Nachwuchsliga: 1

Kölner Haie: 2006-2007

### Nazionale
- Campionato mondiale di hockey su ghiaccio Under-18 - Seconda Divisione: 1

Italia 2006